# Pseudocercosporella myopori
Pseudocercosporella myopori är en svampart som beskrevs av U. Braun & C.F. Hill 2002. Pseudocercosporella myopori ingår i släktet Pseudocercosporella och familjen Mycosphaerellaceae.   Inga underarter finns listade i Catalogue of Life.